# SUPER Kids Channel
SUPER Kids Channel（前稱、無綫兒童台、TVB兒童台、兒童台、Hands Up Channel）是香港無綫網絡電視（2013年前身為無綫收費電視）擁有的一條以兒童為對象而設的頻道，該頻道會播放家長可與小朋友一起收看最新的合家歡及益智的卡通，加強親子關係，而且亦會舉辦一系列由小朋友參與之選舉活動、讓小朋友發揮天賦才藝及潛質。2006年3月1日更名為“無綫兒童台” （英語：TVB Kids）。頻道2021年7月1日復播時更名為兒童台（英語：Kids Channel）並由myTV SUPER接手擁有，其後於同年9月20日更名為Hands Up Channel。2023年7月17日，頻道更名為SUPER Kids Channel，頻道編號不變。
該頻道曾經的主要競爭對手是香港有線電視擁有的兒童台。2021年復播時，在香港市場獨市經營。

## 歷史
2004年1月27日，「銀河衛視」開始試播，該頻道以作為頻道名稱正式開播。
2006年3月1日，為配合「SuperSun 新電視」易名「無綫收費電視」，其頻道名稱將更名為「無綫兒童台」，同年5月10日開始正式透過無綫收費電視使用第11頻道收看和now寬頻電視的無綫收費電視特選組合第811頻道播出。
2013年4月1日，無綫網絡電視部分頻道號碼正式更改，其中該頻道將使用原有的第11頻道更改為現有的第10頻道。
2013年4月29日，該頻道將中文名稱的「無綫兒童台」更名為「兒童台」。
2015年4月1日早上6時，該頻道終止播映，唯海外無綫通識台依然維持播放，至2018年7月1日停播。
2021年7月1日早上6時，該頻道於MyTV SUPER100台復播，更名為「兒童台」，並只限myTV Gold用戶收看。其後於同年9月20日早上6時更名為「Hands Up Channel」。
2023年7月17日，頻道更名為「SUPER Kids Channel」，頻道編號不變。

## 播放模式
「tvbQ」開台初期分為兩部份，早上6時正至晚上8時正為兒童節目時段，包括自製節目《小 Teen 地》，外購真人演出之兒童節目《天線得得B》，另有不少歐美動畫片集及重播的日本動畫片集《忍者小靈精》及《我係小忌廉》；而晚上8時正至翌日早上6時正則會播放 BBC製作的紀錄片，自製節目中西醫療坊及成長的故事，外購劇集（例如：我的這一班）、資訊節目（例如：寵物大本營），以及青少年為對象的動畫片集，包括：《龍珠》、《金田一少年之事件簿》、《火影忍者》、《長空浪族》等。
於2005年6月13日晚上開始，停播以青少年為對象的動畫片集，而受到影響之動畫片集《龍珠》及《火影忍者》則由同年6月18日開始改於無綫音樂台播放，但是《長空浪族》仍然安排於「tvbQ」的晚間時段播放直至6月26日。
於2005年6月27日開始，「tvbQ」的晚間至凌晨之非兒童節目時段取消，換言之全日24小時均改為播放兒童節目及以兒童為對象之動畫片集。
於2021年7月1日復播開始，該頻道24小時全天候播放以兒童為對象之兒童節目及動畫片集。除重播翡翠台曾播放的動畫片集及自製兒童節目，平日還會首播全新歐美卡通及歐美STEM兒童節目（星期三則會重播過去於免費頻道播出的節目），但不設粵語配音，而平日每日會首播英語兒歌。每個節目每日（除星期六）會大約循環播放八次，而星期六則會大約循環播放六次。
於2021年8月1日開始，重新播放以青少年為對象的動畫片集，包括《LET'S GO! 登山少女》、《MIX》、《偶像夢幻祭》、《小書痴的下剋上》等。

## 主持
| 無綫收費電視兒童台(2004-2009)主持 |                                  |                                  |
| 傅子欣 (首席主持)                 | 王祖藍 (首席主持)                | 王少萍 (首席主持兼放學ICU主持)   |
| 梁珈詠 (副首席主持兼放學ICU主持)  | 沈卓盈 (副首席主持兼放學ICU主持) | 高可慧 (副首席主持兼放學ICU主持) |
| 霍健邦 (高級主持兼放學ICU主持)    |                                  |                                  |

## 小主持
| 無綫收費電視兒童台(2004-2010)小主持 |                                    |                                      |                                      |                                    |
| 許穎童 (首席小主持兼放學ICU小主持)  | 陳穎桐 (高級小主持兼放學ICU小主持) | 郭爾妮 (副首席小主持兼放學ICU小主持) | 鄭嘉樂 (副首席小主持兼放學ICU小主持) | 許穎心 (高級小主持兼放學ICU小主持) |
| 何韻熙 (高級小主持兼放學ICU小主持)  | 宋卓峰 (高級小主持兼放學ICU小主持) | 陳甄婷 (高級小主持)                  | 王俊賢 (高級小主持)                  | 黃朗淇 (高級小主持)                |
| 黃樂霖                              | 黃梓柔                             | 黃峻顯                               | 丘芷蓉 (高級小主持)                  | 馮嘉慧 （高級小主持）              |

## 兒童節目
- 小TEEN地
- Mr.mI遊樂場
- 夢幻樂園
- 成長的故事
- 知知JUMP
- SuperKids拔星賽
- Q仔Q女生日會
- 電視城歷奇生日派對
- 兒童演藝學院
- 猩猩同學會

## 海外版本
無綫通識台是一條海外頻道，內容為播放翡翠台, 香港教育電視及前無綫兒童台的兒童及智識節目、同時亦有播放翡翠台的校園題材電視劇如點解阿Sir係阿Sir。
2018年7月1日，無綫通識台正式下架，節目將會改以點播形式播放。

## 外部連結
- 官方網站EPG （页面存档备份，存于）（繁體中文）